# Dasygaster cressigenes
Dasygaster cressigenes är en fjärilsart som beskrevs av Turner 1925. Dasygaster cressigenes ingår i släktet Dasygaster och familjen nattflyn. Inga underarter finns listade i Catalogue of Life.